# بوپره، کبک
بوپره (به فرانسوی: Beaupré) شهرکی در منطقه شهری لا کوت-دو-بوپره ناحیه کاپیتل-ناسیونال در استان کبک کانادا است. در سرشماری سال ۲۰۱۱ این شهرک ۲٬۹۴۶ نفر جمعیت داشته‌است و مساحت آن ۲۲٫۵۳ کیلومتر مربع است.